# VM i ishockey 1934
VM i ishockey 1934 var det 8. VM i ishockey, arrangeret af IIHF, og det gjaldt samtidig som det 19. EM i ishockey. Turneringen blev spillet 3. – 11. februar 1934 i Milano i Italien.
I forhold til året før var der oprindelig ikke planlagt ændringer i afviklingen af mesterskabet. Af de 12 deltagende hold gik Canada og USA direkte til mellemrunden, der skulle bestå af otte hold. De resterende 10 hold spillede derfor først en indledende runde i tre grupper, hvorfra de to bedste i hver gruppe skulle gå videre til mellemrunden.
Men i gruppe C sluttede alle tre hold med lige mange point og samme målforskel, så turneringskomiteen besluttede, at alle tre hold skulle gå videre til mellemrunden. Med 9 hold i mellemrunden blev det endvidere besluttet at spille i tre grupper a tre hold i stedet for to grupper a fire hold. De tre gruppevindere gik direkte til semifinalen, mens de tre toere spillede ekstrakampe om den sidste semifinaleplads. De tre treere spillede om placeringerne 7-12 sammen med de hold, der blev slået ud i den indledende runde.
Canada vandt verdensmesterskabet tilbage fra USA og vandt dermed sin 7. VM-titel. Bronzemedaljerne gik til Tyskland, der blev bedste europæiske nation, og dermed vinder af EM-titlen.

## Indledende runde
De to bedste hold fra hver gruppe gik videre til mellemrunden.

### Gruppe A
| Dato | Kamp                             | Res. | Perioder      |
| ---- | -------------------------------- | ---- | ------------- |
| 3.2. | Ungarn - Storbritannien          | 2-0  | 0-0, 1-0, 1-0 |
| 4.2. | Tjekkoslovakiet - Storbritannien | 1-2  | 0-1, 1-0, 0-1 |
| 5.2. | Ungarn - Tjekkoslovakiet         | 0-1  | 0-0, 0-0, 0-1 |

| Gruppe A        | Kampe | Mål | Point |
| --------------- | ----- | --- | ----- |
| Ungarn          | 2     | 2-1 | 2     |
| Tjekkoslovakiet | 2     | 2-2 | 2     |
| Storbritannien  | 2     | 2-3 | 2     |

### Gruppe B
| Dato | Kamp                | Res. | Perioder      |
| ---- | ------------------- | ---- | ------------- |
| 3.2. | Schweiz - Belgien   | 20-1 | 6-0, 8-0, 6-1 |
| 3.2. | Frankrig - Rumænien | 4-1  | 2-0, 1-0, 1-1 |
| 4.2. | Rumænien - Belgien  | 3-2  | 1-1, 2-0, 0-1 |
| 4.2. | Schweiz - Frankrig  | 3-0  | 2-0, 0-0, 1-0 |
| 5.2. | Frankrig - Belgien  | 0-2  | 0-1, 0-1, 0-0 |
| 5.2. | Schweiz - Rumænien  | 7-2  | 3-1, 4-1, 0-0 |

| Gruppe B | Kampe | Mål  | Point |
| -------- | ----- | ---- | ----- |
| Schweiz  | 3     | 30-3 | 6     |
| Frankrig | 3     | 4-6  | 2     |
| Rumænien | 3     | 6-13 | 2     |
| Belgien  | 3     | 5-23 | 2     |

### Gruppe C
| Dato | Kamp               | Res. | Perioder      |
| ---- | ------------------ | ---- | ------------- |
| 3.2. | Tyskland - Østrig  | 1-2  | 1-0, 0-1, 0-1 |
| 4.2. | Italien - Tyskland | 2-3  | 2-0, 0-2, 0-1 |
| 5.2. | Italien - Østrig   | 1-0  | 1-0, 0-0, 0-0 |

| Gruppe C | Kampe | Mål | Point |
| -------- | ----- | --- | ----- |
| Tyskland | 2     | 4-4 | 2     |
| Italien  | 2     | 3-3 | 2     |
| Østrig   | 2     | 2-2 | 2     |

Eftersom de tre hold i gruppe C opnåede samme antal point og samme målforskel, besluttede turneringskomiteen, at alle tre hold gik videre til mellemrunden.

## Mellemrunde
Mellemrunden fik deltagelse af vinderne og toerne fra de tre indledende grupper, samt treeren fra gruppe C, og USA og Canada, der var direkte kvalificerede til mellemrunden. Holdene spillede i tre grupper a tre hold, hvorfra de tre gruppevindere gik videre til semifinalerne. Toerne spillede om den sidste semifinaleplads. Treerne gik videre til placeringskampene om 7.-12.pladsen.

### Gruppe A
| Dato | Kamp                     | Res. | Perioder      |
| ---- | ------------------------ | ---- | ------------- |
| 6.2. | USA - Tjekkoslovakiet    | 1-0  | 0-0, 1-0, 0-0 |
| 7.2. | Tjekkoslovakiet - Østrig | 4-0  | 0-0, 1-0, 3-0 |
| 8.2. | USA - Østrig             | 1-0  | 1-0, 0-0, 0-0 |

| Gruppe A        | Kampe | Mål | Point |
| --------------- | ----- | --- | ----- |
| USA             | 2     | 2-0 | 4     |
| Tjekkoslovakiet | 2     | 4-1 | 2     |
| Østrig          | 2     | 0-5 | 0     |

### Gruppe B
| Dato | Kamp              | Res.     | Perioder                     |
| ---- | ----------------- | -------- | ---------------------------- |
| 6.2. | Italien - Ungarn  | 0-0 efs. | 0-0, 0-0, 0-0, 0-0, 0-0, 0-0 |
| 7.2. | Schweiz - Ungarn  | 1-0      | 0-0, 0-0, 1-0                |
| 8.2. | Italien - Schwiez | 0-3      | 0-1, 0-2, 0-0                |

| Gruppe B | Kampe | Mål | Point |
| -------- | ----- | --- | ----- |
| Schweiz  | 2     | 4-0 | 4     |
| Ungarn   | 2     | 0-1 | 1     |
| Italien  | 2     | 0-3 | 1     |

### Gruppe C
| Dato | Kamp                | Res. | Perioder      |
| ---- | ------------------- | ---- | ------------- |
| 6.2. | Canada - Frankrig   | 9-0  | 4-0, 5-0, 0-0 |
| 7.2. | Canada - Tyskland   | 6-0  | 0-0, 3-0, 3-0 |
| 8.2. | Tyskland - Frankrig | 4-0  | 2-0, 0-0, 2-0 |

| Gruppe C | Kampe | Mål  | Point |
| -------- | ----- | ---- | ----- |
| Canada   | 2     | 15-0 | 4     |
| Tyskland | 2     | 4-6  | 2     |
| Frankrig | 2     | 0-13 | 0     |

### Kvalifikation til semifinale
| Dato | Kamp                       | Res.     | Perioder           |
| ---- | -------------------------- | -------- | ------------------ |
| 9.2. | Tyskland - Tjekkoslovakiet | 1-0 efs. | 0-0, 0-0, 0-0, 1-0 |

| Kval. til semifinale | Kampe             | Mål               | Point             |
| -------------------- | ----------------- | ----------------- | ----------------- |
| Tyskland             | 1                 | 1-0               | 2                 |
| Tjekkoslovakiet      | 1                 | 0-1               | 0                 |
| Ungarn               | Stillede ikke op. | Stillede ikke op. | Stillede ikke op. |

## Placeringskampe om 7.-12.pladsen
| Dato  | Kamp                      | Res.     | Perioder                     |
| ----- | ------------------------- | -------- | ---------------------------- |
| 9.2.  | Østrig - Storbritannien   | 2-1      | 0-1, 0-0, 2-0                |
| 9.2.  | Italien - Rumænien        | 3-0      | 1-0, 0-0, 2-0                |
| 10.2. | Østrig - Rumænien         | 3-1      | 0-0, 0-0, 3-1                |
| 10.2. | Italien - Storbritannien  | 1-4      | 0-1, 0-1, 1-2                |
| 11.2. | Storbritannien - Rumænien | 2-1      | 2-0, 0-1, 0-0                |
| 11.2. | Italien - Østrig          | 2-2 efs. | 0-1, 1-0, 0-0, 0-0, 0-0, 1-1 |

| 7.-12.pladsen  | Kampe             | Mål               | Point             |
| -------------- | ----------------- | ----------------- | ----------------- |
| Østrig         | 3                 | 7-4               | 5                 |
| Italien        | 3                 | 7-4               | 4                 |
| Storbritannien | 3                 | 6-6               | 3                 |
| Rumænien       | 3                 | 2-8               | 0                 |
| Frankrig       | Stillede ikke op. | Stillede ikke op. | Stillede ikke op. |
| Belgien        | Stillede ikke op. | Stillede ikke op. | Stillede ikke op. |

## Finalerunde
| Dato        | Kamp               | Res.     | Perioder                |
| ----------- | ------------------ | -------- | ----------------------- |
| Semifinaler |                    |          |                         |
| 10.2.       | Canada - Schweiz   | 2-1 efs. | 0-0, 0-1, 1-0, 1-0      |
| 10.2.       | USA - Tyskland     | 3-0      | 1-0, 1-0, 1-0           |
| Bronzekamp  |                    |          |                         |
| 11.2.       | Tyskland - Schweiz | 2-1 efs. | 0-0, 0-1, 1-0, 0-0, 1-0 |
| Finale      |                    |          |                         |
| 11.2.       | Canada - USA       | 2-1      | 0-1, 1-0, 1-0           |

## Slutstilling
| VM 1934 | VM 1934         |
| ------- | --------------- |
| Guld    | Canada          |
| Sølv    | USA             |
| Bronze  | Tyskland        |
| 4.      | Schweiz         |
| 5.      | Tjekkoslovakiet |
| 6.      | Ungarn          |
| 7.      | Østrig          |
| 8.      | Storbritannien  |
| 9.      | Italien         |
| 10.     | Rumænien        |
| 11.     | Frankrig        |
|         | Belgien         |

| EM 1934 | EM 1934         |
| ------- | --------------- |
| Guld    | Tyskland        |
| Sølv    | Schweiz         |
| Bronze  | Tjekkoslovakiet |
| 4.      | Ungarn          |
| 5.      | Østrig          |
| 6.      | Storbritannien  |
| 7.      | Italien         |
| 8.      | Rumænien        |
| 9.      | Frankrig        |
|         | Belgien         |